# Simphonicu
- Anul apariției: 2005
- Genul muzical: folk
- Casa de discuri: Nova Music

Simphonicu este al cincisprezecelea album al solistului brăilean Nicu Alifantis. Conține două CD-uri, cu câte 16 piese fiecare. Albumul este disponibil și în variantă DVD și reprezintă înregistrarea recitalului care a avut loc la Teatrul Național din București, pe 31 mai 2004, la a cincizecea aniversare a solistului.

## Listă de piese
CD1
1. "Sonet"
2. "Decembre"
3. "Romanță"
4. "Vino noaptea"
5. "Balada blondelor iubiri"
6. "Poștalionul"
7. "Dans"
8. "Cântec de noapte"
9. "Emoție de toamnă"
10. "Ce bine că ești - partea 1"
11. "Ce bine că ești - partea 2"
12. "Cîntic di sîrmîniță"
13. "Floarea soarelui"
14. "Focul vânat"
15. "Umbra"
16. "Inscripție pe un inel"

CD2
1. "Alas Elas"
2. "Balada dromaderelor"
3. "Balada bufonului"
4. "Cântec vechi"
5. "Toamna în parc"
6. "Zaraza & Gelozie"
7. "Balada Tocilescului - partea 1"
8. "Balada Tocilescului - partea 2"
9. "Cântec cu morală"
10. "Balada chansonului vetust"
11. "Rrrrock"
12. "Piața Romană nr. 9"
13. "Aproape liniște"
14. "Nu mă-treba"
15. "Ploaie în luna lui Marte"
16. "Epilog"